# Kostel Nejsvětější Trojice (Žďár nad Sázavou)
Kostel Nejsvětější Trojice je hřbitovním kostelem na východním okraji centra města Žďáru nad Sázavou. Vznikl koncem 17. století v jednoduché pozdně renesanční podobě, původně jako hřbitovní či špitální kaple. Je chráněn jako kulturní památka České republiky.
Hřbitovní kostel Nejsvětější Trojice doplnil Jan Blažej Santini-Aichel asi v roce 1715 přístavbou sakristie. Jeho autorství není doloženo, ale vyplývá z jeho činnosti pro žďárský klášter.
Řešení sakristií patřilo k oblíbeným tématům Santiniho tvorby. Strohému exteriéru kostelíka přizpůsobil ploché, nečleněné fasády přístavby, rámované pouze lizénami a korunované charakteristicky profilovanou římsou. Stříška je zvonicová. Stavbička, která je připojena osově za kněžištěm, má půdorys rovnostranného trojúhelníku. Sakristie kromě typického prohnutí střešního krovu vykazuje jedinečné znaky jeho tvorby – především okno ve tvaru sférického trojúhelníku. Jeho práci nezapře celková osnova sakristie. Práce při vší jednoduchosti ukazuje, že i sebemenší úkoly řešil s osobitou invencí a až hravou elegancí.
Kostel spadá do farnosti Žďár nad Sázavou-I. Slouží se zde mše svaté při pohřbech a o slavnosti Nejsvětější Trojice.